# Brian Hamalainen
Brian Tømming Hamalainen (Allerød, 29 mei 1989) is een voetballer uit Denemarken die voor Dynamo Dresden in de 2. Bundesliga speelt. Daarvoor speelde hij bij Lyngby BK, Racing Genk en SV Zulte Waregem.

## Carrière

### Lyngby BK
Hij maakte zijn debuut in het profvoetbal bij de Deense eersteklasser Lyngby BK. Hij speelde er vier seizoenen en maakte in 97 wedstrijden vier doelpunten.

### Zulte Waregem
Voor aanvang van het het seizoen 2011/2012 werd bekend dat hij naar SV Zulte Waregem vertrok. Hij maakte zijn debuut voor Zulte Waregem in een wedstrijd tegen KSC Lokeren. Hij maakte in 39 wedstrijden twee doelpunten.

### KRC Genk
Net voor het afsluiten van de transferperiode van de zomer van 2012 tekende hij een contract bij KRC Genk. Hij maakte zijn debuut voor Genk in een wedstrijd tegen RSC Anderlecht. In het seizoen 2014-2015 kwam hij maar aan 1 wedstrijd door een zware blessure. Op 28 augustus 2015 maakte hij zijn rentree in de gewonnen wedstrijd tegen Sporting Charleroi. In januari 2016 werd bekend dat zijn contract, dat in juni 2016 afliep, niet verlengd zou worden waardoor hij de club zou verlaten.

### Zulte Waregem
In juni 2016 tekende Hamalainen een contract bij zijn oude werkgever Zulte Waregem. Bij de West-Vlamingen werd hij weer basisspeler en won hij in 2017 voor de tweede keer de Beker van België.

## Spelerscarrière
| Seizoen | Club           | Land                | Competitie         | Competitie | Competitie | Beker | Beker | Supercup | Supercup | Internationaal | Internationaal | Totaal | Totaal |
| Seizoen | Club           | Land                | Competitie         | Wed.       | Dlp.       | Wed.  | Dlp.  | Wed.     | Dlp.     | Wed.           | Dlp.           | Wed.   | Dlp.   |
| ------- | -------------- | ------------------- | ------------------ | ---------- | ---------- | ----- | ----- | -------- | -------- | -------------- | -------------- | ------ | ------ |
| 2007/08 | Lyngby BK      | Vlag van Denemarken | SAS Ligaen         | 12         | 0          | 0     | 0     | —        | —        | —              | —              | 12     | 0      |
| 2008/09 | Lyngby BK      | Vlag van Denemarken | 1. division        | 25         | 1          | 3     | 0     | —        | —        | —              | —              | 28     | 1      |
| 2009/10 | Lyngby BK      | Vlag van Denemarken | 1. division        | 27         | 1          | 0     | 0     | —        | —        | —              | —              | 27     | 1      |
| 2010/11 | Lyngby BK      | Vlag van Denemarken | SAS Ligaen         | 33         | 2          | 2     | 0     | —        | —        | —              | —              | 35     | 2      |
| 2011/12 | Zulte Waregem  | Vlag van België     | Jupiler Pro League | 34         | 2          | 2     | 0     | —        | —        | —              | —              | 36     | 2      |
| 2012/13 | Zulte Waregem  | Vlag van België     | Jupiler Pro League | 5          | 0          | 0     | 0     | —        | —        | —              | —              | 5      | 0      |
| 2012/13 | KRC Genk       | Vlag van België     | Jupiler Pro League | 14         | 0          | 3     | 0     | —        | —        | 4              | 0              | 21     | 0      |
| 2013/14 | KRC Genk       | Vlag van België     | Jupiler Pro League | 11         | 0          | 2     | 0     | 0        | 0        | 3              | 0              | 16     | 0      |
| 2014/15 | KRC Genk       | Vlag van België     | Jupiler Pro League | 1          | 0          | 0     | 0     | —        | —        | —              | —              | 1      | 0      |
| 2015/16 | KRC Genk       | Vlag van België     | Jupiler Pro League | 17         | 0          | 2     | 0     | —        | —        | —              | —              | 19     | 0      |
| 2016/17 | Zulte Waregem  | Vlag van België     | Jupiler Pro League | 35         | 2          | 4     | 1     | —        | —        | —              | —              | 39     | 3      |
| 2017/18 | Zulte Waregem  | Vlag van België     | Jupiler Pro League | 33         | 4          | 2     | 1     | 1        | 0        | 6              | 1              | 42     | 6      |
| 2018/19 | Dynamo Dresden | Vlag van Duitsland  | 2. Bundesliga      | 8          | 0          | 1     | 0     | —        | —        | —              | —              | 9      | 0      |
| Totaal  | Totaal         | Totaal              | Totaal             | 255        | 12         | 21    | 2     | 1        | 0        | 13             | 1              | 290    | 15     |

## Palmares
| Nationaal        |    |            |
| Beker van België | 2x | 2013, 2017 |

## Internationaal
Hij speelde al voor verschillende jeugdelftallen van het Deens voetbalelftal.
| Nationale ploeg | seizoen   | wedstrijden | Goals |
| --------------- | --------- | ----------- | ----- |
| Denemarken U-16 | 2004      | 3           | 0     |
| Denemarken U-17 | 2005      | 14          | 1     |
| Denemarken U-18 | 2006      | 2           | 0     |
| Denemarken U-19 | 2006      | 3           | 0     |
| Denemarken U-21 | 2008-2010 | 10          | 1     |
| Totaal          | Totaal    | 32          | 2     |